# 文星芸術大学
文星芸術大学（ぶんせいげいじゅつだいがく、英語: BUNSEI University of Art）は、栃木県宇都宮市上戸祭4-8-15に本部を置く日本の私立大学。1999年創立、1999年大学設置。大学の略称は文星芸大。

## 沿革
- 1999年4月1日 開学
- 2003年4月1日 文星芸術大学大学院修士課程開設
- 2005年4月1日 文星芸術大学美術学部マンガ専攻開設、文星芸術大学大学院博士後期課程開設

## 運営主体
- 学校法人 宇都宮学園

## 設置組織

### 学部学科
- 美術学部美術学科
  - デザイン専攻
    - デザイン分野
    - 写真・映像分野
    - 工芸（染色・陶芸）分野

  - マンガ専攻
    - マンガ分野
    - イラスト分野
    - アニメーション分野

  - 総合造形専攻
    - 日本画分野
    - 洋画分野
    - 立体分野
    - 地域文化創生分野

### 大学院
- 芸術研究科
  - 美術専攻

## 付属施設
- 閉学した宇都宮文星短期大学の校舎に社会人教育を目的とした文星リカレントセンターを置いている。

## 大学関係者

### 教員
- 学長：田中久美子
- 教授：佐々木悟郎
- 教授：多田夏雄
- 講師：一本木蛮
- 講師：篠原千絵
- 講師：藤田和子
- 講師：仔鹿リナ
- 講師：小野中彰大

### 主な出身者
- 風見規文（画家）
- 久保田ゆうと（漫画家）
- 熊之股鍵次（漫画家）
- 小西幹久（漫画家）
- umi.（ドゥードゥルアート作家）
- 折原梨花（射撃選手）

## 所在地
- 〒320-0058 栃木県宇都宮市上戸祭4-8-15

### アクセス
- JR東日本宇都宮線・東北新幹線宇都宮駅西口より関東バスで「文星大学前」バス停下車。
- 東武宇都宮線東武宇都宮駅徒歩数分の大通り (宇都宮市)の東武駅前バス停より上記バスに乗車可能。

## 対外関係

### 他大学との協定

#### 国内大学
- 放送大学[1]